# Svartisen
Svartisen er egentlig to isbræer. Vestre Svartisen er Norges næststørste (221 km²), efter Jostedalsbræen, og Østre Svartisen er Norges fjerdestørste (148 km²). Den ligger i fjeldene over kommunerne Saltdal, Rana, Rødøy, Meløy, Gildeskål, Beiarn og Bodø, alle i Nordland fylke i Norge. Dertil findes en række mindre bræer i området, så som Glombreen nord i Meløy og Simlebræen i Beiarn. En af bræarmene, Engabreen, var under Den lille istid på havniveau og er nu fastlands-Europas lavestliggende, bare 7 moh. i 2004. Svartisen er del af Saltfjellet-Svartisen nationalpark. Smeltevand fra bræen samles op af en række tunneler og bruges til kraftproduktion.